# Cystopelta
Cystopelta är ett släkte av snäckor. Cystopelta ingår i familjen Cystopeltidae.
Cystopelta är enda släktet i familjen Cystopeltidae.
Kladogram enligt Catalogue of Life:
| Cystopelta | \| \| Cystopelta astra \| \| \| \| \| \| Cystopelta bicolor \| \| \| \| \| \| Cystopelta petterdi \| \| \| \| \| \| Cystopelta purpurea \| \| \| \| |
|            | \| \| Cystopelta astra \| \| \| \| \| \| Cystopelta bicolor \| \| \| \| \| \| Cystopelta petterdi \| \| \| \| \| \| Cystopelta purpurea \| \| \| \| |
|            | Cystopelta astra |
|            | |
|            | Cystopelta bicolor |
|            | |
|            | Cystopelta petterdi |
|            | |
|            | Cystopelta purpurea |
|            | |